# 800 mètres féminin aux championnats du monde d'athlétisme 2005
Navigation
Paris 2003 Osaka 2007
L'épreuve du 800 mètres féminin des championnats du monde d'athlétisme 2005 s'est déroulée du 6 au 9 août 2005 dans le Stade olympique d'Helsinki, en Finlande. Elle est remportée par la Cubaine Zulia Calatayud.

## Résultats

### Finale
| Rang               | Athlète    | Pays                | Temps         | Notes |
| ------------------ | ---------- | ------------------- | ------------- | ----- |
| Médaille d'or      | Cuba       | Zulia Calatayud     | 1 min 58 s 82 |       |
| Médaille d'argent  | Maroc      | Hasna Benhassi      | 1 min 59 s 42 |       |
| Médaille de bronze | Russie     | Tatyana Andrianova  | 1 min 59 s 60 |       |
| 4                  | Mozambique | Maria Mutola        | 1 min 59 s 71 |       |
| 5                  | Espagne    | Mayte Martínez      | 1 min 59 s 99 |       |
| 6                  | Russie     | Larisa Chzhao       | 2 min 00 s 25 |       |
| 7                  | Russie     | Svetlana Cherkasova | 2 min 00 s 71 |       |
| 8                  | États-Unis | Hazel Clark         | 2 min 01 s 52 |       |

## Légende
Records et Performances
- AR : Record continental (area record)
- CR : Record des championnats (championship record)
- MR : Record du meeting (meet record)
- NR : Record national (national record)
- OR : Record olympique (olympic record)
- PR : Record paralympique (paralympic record)
- PB : Record personnel (personal best)
- SB : Meilleure performance personnelle de la saison (season's best)
- WL : Meilleure performance mondiale de l'année (world leader)
- WJR : Record du monde junior (world junior record)
- WR : Record du monde (world record)

Circonstances et Conditions
- DNF : N'a pas terminé (did not finish)
- DNS : N'a pas pris le départ (did not start)
- DQ : Disqualification (disqualification)
- NM : Aucun essai valable enregistré (No Mark)
- Q : Qualifié « directement » au prochain tour (ou à la prochaine compétition), lors d'une compétition majeure, grâce au classement ou à la réalisation des minima (automatic qualifier)
- q : Qualifié au prochain tour (ou à la prochaine compétition), lors d'une compétition majeure, grâce au repêchage ou à la réalisation de l'une des meilleures performances parmi celles des « non qualifiés directement » (grâce au meilleur temps ou à la meilleure distance par exemple) (secondary qualifier)